# Mateřství (socha, Miroslav Hudeček)
Socha Mateřství, nazývaná také Socha ženy s dítětem či Matka, je kamenná skulptura umístěná u dětského areálu Fakultní nemocnice v Motole v části Motol v Praze 5.

## Galerie

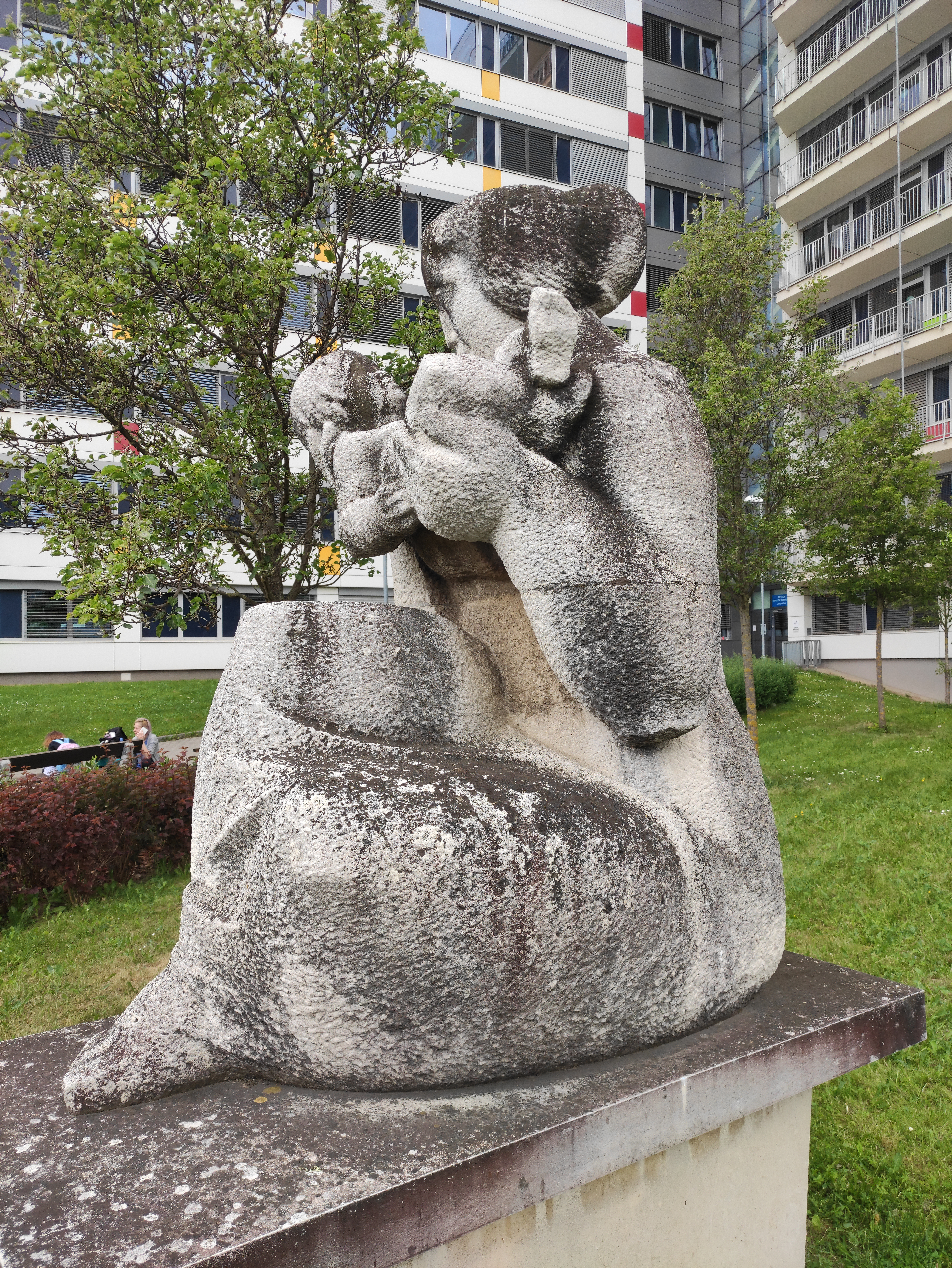
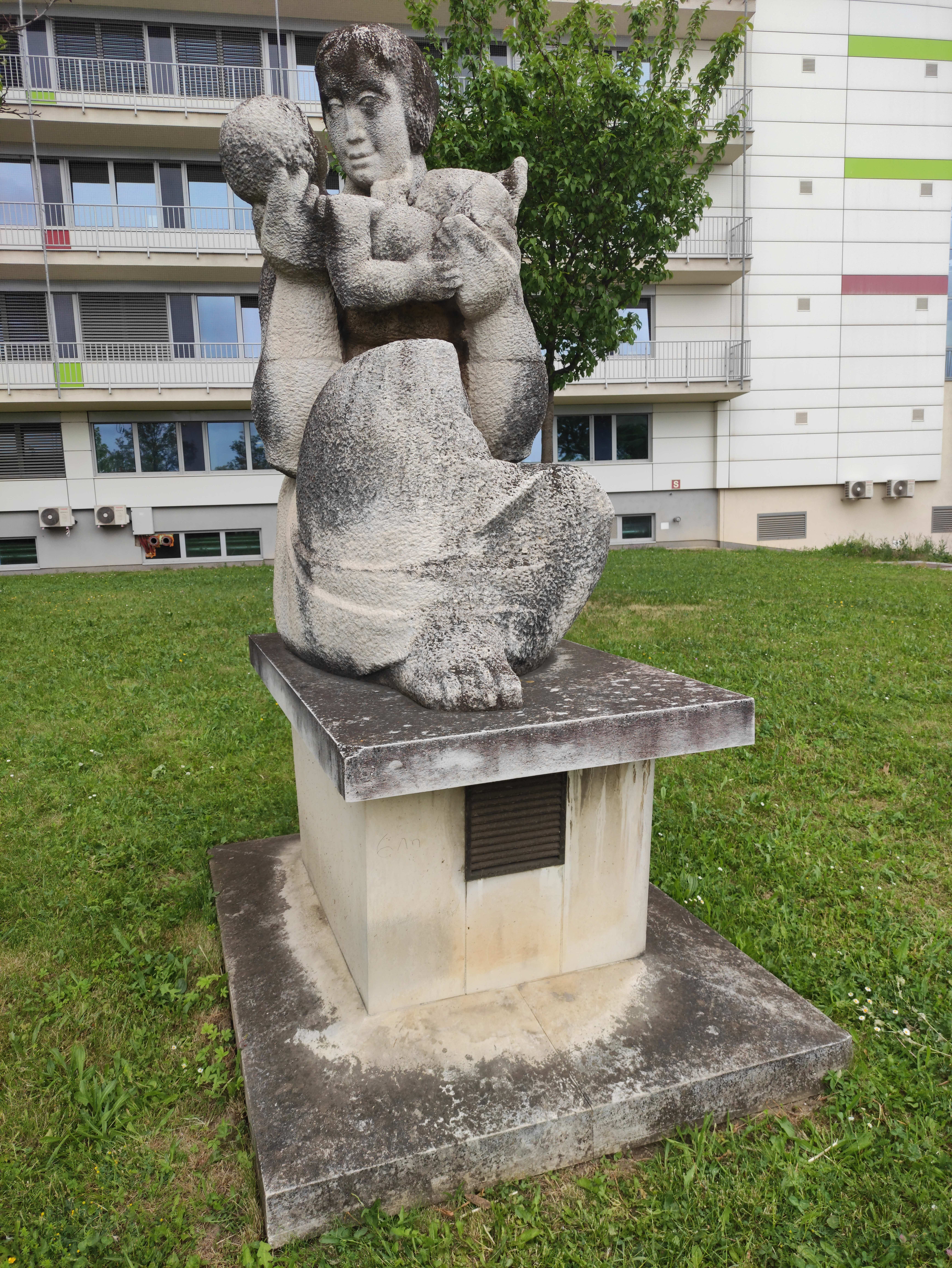

## Historie, vznik a popis díla
Sousoší Mateřství představuje sedící oblečenou a radostnou ženu (matku), která drží v náručí malé dítě. Dílo, které je umístěno v exteriéru, vytvořil technikou sekání akademický sochař Miroslav Hudeček (1935–2025) ve spolupráci se svou ženou Olgou Hudečkovou (* 1936) a architektem Richardem Ferdinandem Podzemným (1907–1987). Socha je umístěna neobvykle i s podstavcem na soklu, který je zároveň i větracím komínem fakultní nemocnice. Socha vznikala v letech 1974 až 1976 a kolaudovaná byla v roce 1976. Rozměry díla jsou:
| Výška   | 1,8 m  |
| Šířka   | 0,95 m |
| Hloubka | 1,43 m |